# Dylan Unsworth
Dylan Chowles Unsworth (Nacido en Mayarí, KwaZulu-Natal, Sudáfrica, el 15 de enero de 1992) es un lanzador que jugó para El Águila de Veracruz y que actualmente juega para el  Caliente de Durango de la Liga Mexicana de Béisbol.

## Carrera como beisbolista
Unsworth asistió a la Academia Europea de Béisbol en Italia en 2009, donde fue descubierto y firmado por los Marineros de Seattle. En 2016, lanzó para los Jackson Generals de la Southern League. Fue nombrado para aparecer en el Juego de Futuros All-Star 2016. Lanzó para los Tacoma Rainiers de la Pacific Coast League y para los Arkansas Travelers de la Texas League en 2017.
Como miembro del equipo nacional de la Selección de béisbol de Sudáfrica, Unsworth compitió en la Copa Mundial de Béisbol de 2009 y en los clasificados para el Clásico Mundial de Béisbol 2017.

### LVBP
Los Leones del Caracas siguen armándose para el inicio del nuevo curso de la Liga Venezolana de Béisbol Profesional (LVBP), al elegir al lanzador Dylan Unsworth para formar parte de la rotación abridora. En más de 100 años no se ha registrado la actuación de un lanzador surafricano en las Grandes Ligas. Dylan Unsworth promete cambiar la historia. El pitcher importado de los Leones del Caracas aspira a llegar a las Grandes Ligas en un lapso relativamente corto, por lo pronto e fija como meta ayudar a los melenudos.
El 9 de octubre de 2017, Dylan Unsworth es asignado a la organización de Los Leones del Caracas de Liga Venezolana de Béisbol Profesional (LVBP) para la Temporada 2017-18.
El 13 de octubre, Dylan Unsworth hizo su debut profesional como lanzador por la organización de los Leones del Caracas, finalizando el partido CARACAS 7, MARGARITA 1, con un (1) Juego Ganado y cero (0) perdido, con una efectividad de 0.00, Lanzó 5.0 Inning, Permite 4 Hit, 0 carreras, 0 carreras limpias, 0 Home run, 0 Base por bolas, 0 Strikeout, WHIP 0.80.